# Високий перевал
«Висо́кий перева́л» — український радянський 2-серійний телефільм 1981 року режисера Володимира Денисенка, знятий за його власним сценарієм, частково заснованим на реальних подіях. Фільм знятий на Кіностудії ім. О. Довженка, та вперше демонструвався на телебаченні у 1982 році.

## Сюжет
Друга світова війна розкидала сім'ю карпатської селянки Ярослави Петрин. Вона завзята комуністка, а її чоловік, син та дочка виступають за підтримку ОУН-УПА. Під час будівництва оборонних споруд її було поранено. Так Ярослава опинилася у глибокому тилу, де після одужання працювала на заводі, не шкодуючи сил заради миру. А коли фронти відкотилися з рідного краю, вона з прийомним сином Альошею повернулася додому. Проте «мирний час» став для неї часом великих випробувань — спецслужби СРСР вели боротьбу з національно-визвольними змаганнями українців. Фільм розповідає про трагедію борні між родинними відчуттями й присягою вірності.

## У ролях
- Наталія Наум — Славка Петрин
- Костянтин Степанков — Ілько
- Любов Богдан — Мирося
- Тарас Денисенко — Юрко
- Олександр Денисенко — Доцьо
- Анатолій Барчук — Калашник
- Володя Чубарев — Альоша
- Віктор Мірошниченко — Чолій
- Василь Фущич — Август Дідоха
- Микола Сльозка
- Леонід Яновський — Набоха
- Борис Молодан — Тужиляк
- Георгій Морозюк — Юзьо
- Орест Сліпенький — Хома Куций
- Михайло Голубович — Сигидин
- Микола Олійник — Штефан Фотіїв
- Костянтин Губенко — Адам
- Олександр Мовчан — ксьондз
- Віталій Півненко — фірман
- Петро Шидивар — Лихо-Гроза

## Знімальна група
- Сценарист та режисер-постановник: Володимир Денисенко
- Оператор-постановник: Микола Кульчицький
- Головний художник: Анатолій Мамонтов
- Художники-постановники: Василь Безкровний, Олексій Бобровников
- Композитор і диригент: Мирослав Скорик (музика з фільму «Мелодія ля-мінор» здобула велику популярність)
- Художник-гример: О. Лосєва
- Художник по костюмах: Лідія Байкова
- Звукорежисер: Юрій Лавріненко
- Режисер: Володимир Крайнєв
- Оператор: Володимир Гутовський
- Монтажери: Т. Бикова, Лариса Улицька, В. Квашньова
- Редактор: Володимир Чорний
- Асистенти:
  - режисера: О. Биков, В. Волошин, Сергій Олійник, Микола Федюк
  - оператора: Віктор Лисак, Б. Підгорний, О. Шигаєв
- Комбіновані зйомки:
  - оператор: Тетяна Чернишова
  - художник: Володимир Дубровський
- Директор картини: Володимир Князєв

## Нагороди
- 1982 — Диплом Олександру Денисенку за найкращу чоловічу роль — МКФ «Молодість»
- 1982 — Приз кіностудії Довженка на ВКФ-82 в Таллінні «за відображення в картині боротьби українського народу проти буржуазного націоналізму»[2][3]

## Історія створення
Фільм створювався під час радянської влади, тому не позбавлений впливу політичної кон'юнктури. За словами Олександра Володимировича Денисенка, сина режисера, в авторській версії сценарію бандерівці були показані не в негативному плані — це були звичайні українські люди зі своїми трагедіями, такі самі, як і чоловік головної героїні. Фільм мав унаочнити трагедію сімей, члени яких опинилися по різні боки барикад. Перший варіант картини, де війська УПА були показані надто обсяжно, підпав під увагу КДБ, через що зазнав перемонтажу і значних купюр. О. В. Денисенко казав в інтерв'ю: «у результаті фільм і вийшов не таким, яким хотів його бачити батько. І, власно, через це він і вмер. Дуже переживав. І вважав, що його найбільша помилка в тому, що в тоталітарному суспільстві він взявся за тему, яку не зміг довести до кінця».